# Боттово
Боттово (словац. Bottovo, угор. Bottovó) — село, громада в окрузі Рімавска Собота, Банськобистрицький край, Словаччина. Кадастрова площа громади — 10,79 км². Населення — 198 осіб (за оцінкою на 31 грудня 2017 р.).
Перша згадка 1926 року.

## Географія
Протікає Белінський потік.

## Населення
| Рік:            | 1994. | 2004.   | 2014.   | 2024.   |
| --------------- | ----- | ------- | ------- | ------- |
| Кількість осіб: | 198   | 212     | 209     | 201     |
| Різниця:        |       | +7,07 % | -1,41 % | -3,82 % |

| Рік:            | 2023. | 2024.   |
| --------------- | ----- | ------- |
| Кількість осіб: | 202   | 201     |
| Різниця:        |       | -0,49 % |